# Plaguewielder

Plaguewielder — девятый студийный полноформатный альбом норвежской группы Darkthrone, вышедший в 2001 году. Альбом издан в формате дигипак. 1000 экземпляров издания было выпущено в формате Gatefold LP.

## Об альбоме
Plaguewielder стал первым за многие годы альбомом группы, на котором отсутствовала надпись «True Norwegian Black Metal». По мнению рецензента Allmusic, это свидетельствует о том, что Darkthrone «наконец вышли за рамки наложенных на себя ограничений».

## Список композиций
- Вся музыка написана Ноктюрно Культо, за исключением помеченных композиций.
- Тексты песен написаны Фенризом.

1. Weakling Avenger — 07:55
2. Raining Murder — 05:14
3. Sin Origin — 06:45 (Фенриз, Ноктюрно Культо)
4. Command — 08:02
5. I, Voidhanger — 05:38
6. Wreak — 09:16

## Участники записи
- Fenriz — ударные
- Nocturno Culto — гитара, бас и вокал
- Apollyon и Sverre Dæhli — дополнительный вокал на «Command»